# Le Breuil (Rhône)
Le Breuil ist eine französische Gemeinde mit 528 Einwohnern (Stand: 1. Januar 2022) im  Département Rhône in der Region Auvergne-Rhône-Alpes. Sie gehört zum Arrondissement Villefranche-sur-Saône, zum Kanton Val d’Oingt und ist Mitglied im Gemeindeverband Beaujolais Pierres Dorées. Die Einwohner werden Breugliens genannt.

## Geographie
Le Breuil liegt rund 23 Kilometer nordwestlich von Lyon und etwa 14 Kilometer südwestlich von Villefranche-sur-Saône im Weinbaugebiet Bourgogne. Umgeben wird Le Breuil von den Nachbargemeinden Légny und Val d’Oingt mit Le Bois-d’Oingt im Norden, Bagnols im Nordosten, Chessy im Osten, Saint-Germain-sur-l’Arbresle im Südosten, Bully im Süden sowie Sarcey im Westen.

## Weblinks

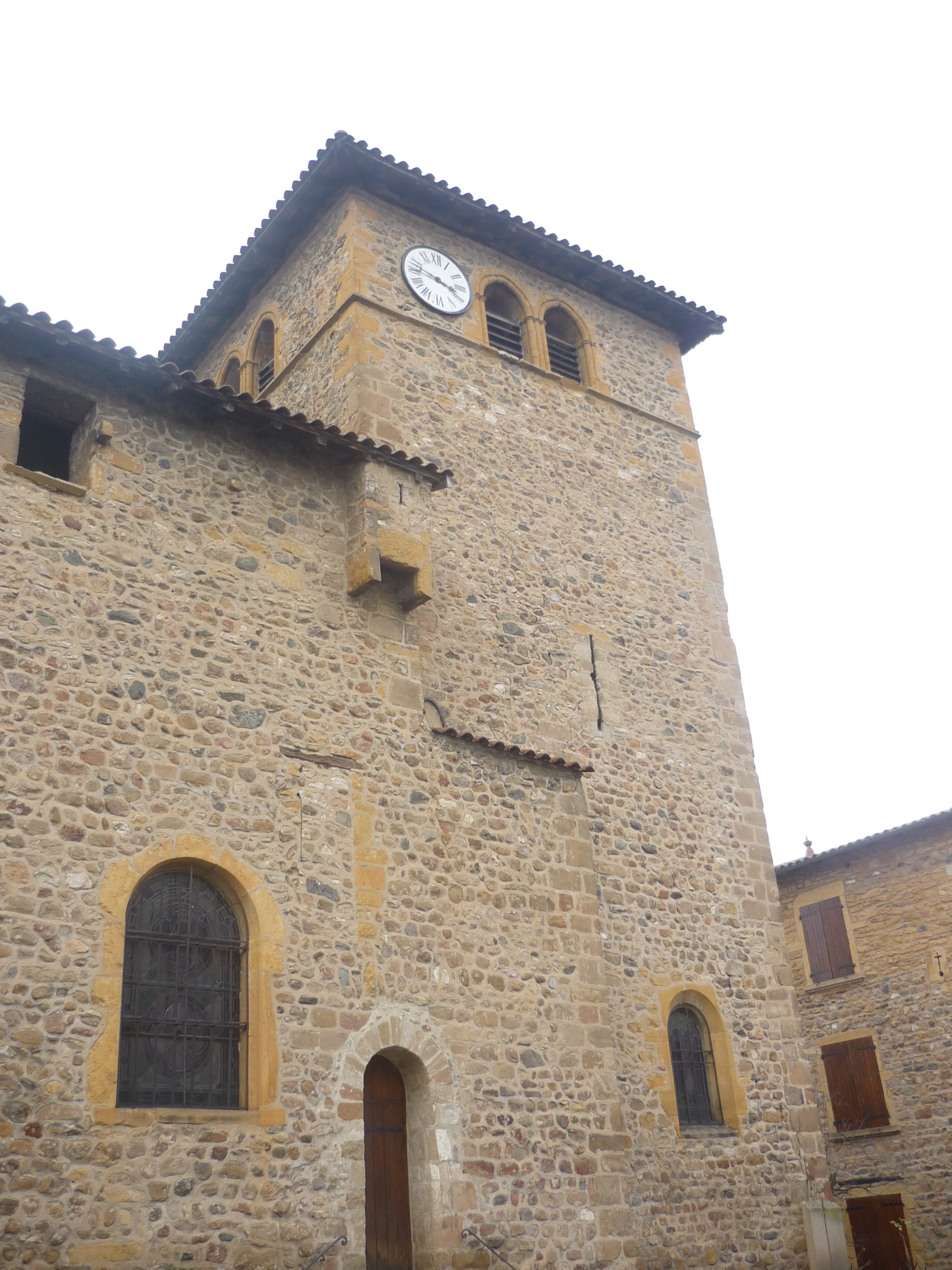
Kirche Saint-Pancrace

## Bevölkerungsentwicklung
| Jahr                       | 1962 | 1968 | 1975 | 1982 | 1990 | 1999 | 2006 | 2012 |
| Einwohner                  | 235  | 269  | 284  | 273  | 310  | 363  | 430  | 454  |
| Quellen: Cassini und INSEE |      |      |      |      |      |      |      |      |

## Sehenswürdigkeiten
- Kirche Saint-Pancrace